# Cser-hegyi-barlang
A Cser-hegyi-barlang a Tihanyi-félszigeten, a Balaton-felvidéki Nemzeti Park területén elhelyezkedő egyik barlang volt. Azonosítani, pontos helyét megtalálni nem sikerült, csak valószínűsíthető, hogy a Cser-hegy csúcsától 120–150 m-rel Ny-ra lévő, nagyobb méretű forráskúp közelében, esetleg a szarkádi Hosszú-mező É-i, Cser-hegy felé eső részén volt.

## Leírás
Margittay Rikárd (1942, 1943) szerint a barlang az Aranyháztól 700–800 m-re nyílt. Margittay Rikárdnak az 1943-ban megjelent publikációjában az olvasható, hogy a félsziget D-i részén, az úgynevezett Cser-hegyen volt a bejárata.
Szántás közben fedezte fel saját szántóföldjén Horváth Ferenc tihanyi gazda, melybe az apátsági uradalom intézőjének fia, egy fiatal hadnagy ereszkedett le kötélen, de nem ért talajt. Bertalan Károly (1958) írása szerint ekkor kb. 15 m mélyre lehetett benne lemenni. Török János informátorai km-nyi visszhangról beszéltek és így a barlangot az Aranyház betömött sziklaüregével hozták kapcsolatba, melyet a hadnagyon kívül többen is megtekintettek. Mindhárom szerző leírta, hogy a barlangot gerendákkal és ráhordott földdel fedték be.
1983-ban volt először Cser-hegyi-barlangnak nevezve a barlang az irodalmában. Előfordul a barlang az irodalmában a Cser-hegyen felfedezett, azóta ismeretlen barlang (Eszterhás 1987), a Cserhegyen felfedezett, azóta ismeretlen barlang (Eszterhás 1984), Cserhegyi barlang (Bertalan 1958), Hármas-hegyen lévő lyuk (Eszterhás 1984), Hármas-hegyi-üreg (Eszterhás 1984), Hármashegyi üreg (Bertalan 1976), a Horváth-féle barlang (Eszterhás 1984) és Horváth-féle barlang (Eszterhás 1987) neveken is.

## Kutatástörténet
A barlang felfedezésének idejére Bertalan Károly szerkesztői megjegyzése utal a Bibliographia spelaeologica hungarica című összeállításban. A Török János által írt cikk címe után lévő megjegyzés szerint „A Cser-hegyen (1921-ben) felfedezett, azóta ismeretlen barlang”. A barlang első irodalmi említése az előbb szóba hozott, Török János által írt és 1937-ben megjelent cikkben található. Később Margittay Rikárd (1942, 1943) és Bertalan Károly (1958, 1972) írtak a barlangról, de egyikük sem látta azt.
Az 1976-ban befejezett, Magyarország barlangleltára című kéziratban az olvasható, hogy a barlang Tihanyban, az Aranyháztól kb. 800 m-re, Horváth Ferenc szántóföldjén van. Kb. 15 m mély és aknaszerű volt. A gejzírüregre gerendákat raktak és földdel betemették. Feltáratlan kaverna. A kézirat barlangra vonatkozó része 3 tanulmány alapján lett írva. A Bertalan Károly és Schőnviszky László által összeállított, 1976-ban megjelent Magyar barlangtani bibliográfia barlangnévmutatójában meg van említve a Tihanyban lévő, 1921-ben felfedezett és azóta ismeretlen barlang Cser-hegyi-barlang néven. A barlangnévmutatóban meg van említve 1 irodalmi mű, amely foglalkozik a barlanggal.
Az 1984-ben kiadott, Lista a Bakony barlangjairól című összeállításban Cser-hegyi-barlang a 4463-as barlangkataszteri területen, a Tihanyi-félszigeten, Tihanyban lévő barlang neve, amelynek további nevei Hármas-hegyen lévő lyuk, a Cserhegyen felfedezett, azóta ismeretlen barlang, Hármas-hegyi-üreg és a Horváth-féle barlang. A posztvulkánikus üreg be van tömve. Az 1984-ben megjelent, Magyarország barlangjai című könyv országos barlanglistájában szerepel a barlang Cser-hegyi-barlang néven Hármashegyi üreg névváltozattal. A listához kapcsolódóan látható a Déli-Bakony, a Balaton-felvidék és a Keszthelyi-hegység barlangjainak földrajzi elhelyezkedését bemutató 1:500 000-es méretarányú térképen a barlang földrajzi elhelyezkedése.
Az Eszterhás István által 1989-ben írt, Magyarország nemkarsztos barlangjainak listája című kéziratban az olvasható, hogy a Bakony hegységben, a 4463-as barlangkataszteri területen, Tihanyban lévő Cser-hegyi-barlang gejziritben alakult ki. Az ismeretlen méretű barlang be van tömve. A listában meg van említve az a Magyarországon, nem karsztkőzetben kialakult, létrehozott 220 objektum (203 barlang és 17 mesterséges üreg), amelyek 1989. év végéig váltak ismertté. Magyarországon 40 barlang keletkezett gejziritben. Az összeállítás szerint Kordos László 1984-ben kiadott barlanglistájában fel van sorolva 119 olyan barlang is, amelyek nem karsztkőzetben jöttek létre.
Az Eszterhás István által 1993-ban írt, Magyarország nemkarsztos barlangjainak lajstroma című kéziratban meg van említve, hogy a Bakony hegységben, a 4463-as barlangkataszteri területen, Tihanyban helyezkedik el a Cser-hegyi-barlang. A gejziritben keletkezett barlang ismeretlen méretű és be van tömve. Az összeállításban fel van sorolva az a Magyarországon, nem karsztkőzetben kialakult, létrehozott 520 objektum (478 barlang és 42 mesterséges üreg), amelyek 1993 végéig ismertté váltak. Magyarországon 40 barlang, illetve mesterségesen létrehozott, barlangnak nevezett üreg alakult ki, lett kialakítva gejziritben. A Bakony hegységben 123 barlang jött létre nem karsztkőzetben. A 2001. november 12-én készült, Magyarország nemkarsztos barlangjainak irodalomjegyzéke című kézirat barlangnévmutatójában szerepel a barlang Cser-hegyi-barlang néven. A barlangnévmutatóban fel van sorolva 21 irodalmi mű, amelyek foglalkoznak a barlanggal. Ezek közül 2 nem biztos, hogy ezt a barlangot említi. A 435. és a 440. tételek nem említik, a 434. és a 439. tételek említik.

## További irodalom
- Bertalan Károly: Barlangok. In: Deák Margit szerk.: Magyarázó Magyarország 200.000-es földtani térképsorozatához – Veszprém L. 33-XII. A Magyar Állami Földtani Intézet kiadványa, Budapest, 1972. 21–22. old.
- Eszterhás István: A Bakony barlanglajstroma. Kézirat, 1983. (A kézirat megtalálható a Bakonyi Természettudományi Múzeumban, Zirc.)
- Eszterhás István: A Tihanyi-félsziget barlangkatasztere. Kézirat. Isztimér, 1984. (A kézirat megtalálható a Magyar Karszt- és Barlangkutató Társulat Adattárában és a KvVM Barlang- és Földtani Osztályon.) (Néhány oldallal és fényképpel bővebb, mint az 1987-es nyomtatott változat. A kéziratot csak barlangonként szétdarabolva láttam.)
- Eszterhás István: A Bakony nemkarsztos barlangjainak genotipusai és kataszteri jegyzéke. Kézirat. Budapest, 1986. Szerződéses munka az Országos Környezet- és Természetvédelmi Hivatalnak.
- Hoffer András: Diatrémák és explóziós tölcsérek a Tihanyi-félszigeten. Földtani Közlöny, 1943. (73. köt.) 1–3. füz. 151–158. old.
- Hoffer András: A Tihanyi félsziget vulkáni képződményei. Földtani Közlöny, 1943. (73. köt.) 396., 421., 423–425., 426., 428. oldalak és a 400. és a 401. oldalak között három fénykép, valamint egy-egy fénykép a 34. és a 35. fényképtáblán
- Láng–Fodorné: A Tihanyi-félsziget földtani felépítése. In: Bialik István szerk.: Magyarázó a Balaton környéke 1:10.000 építésföldtani térképsorozatához – Tihany. A Magyar Állami Földtani Intézet kiadványa, Budapest, 1970. 15–36., 48–50., 91. old.
- Margittay Rikárd: A Balaton-vidék barlangjai. Balatoni Kurir, 1942. július 23. 1. old. és 1942. július 30. 2–3. old.
- Margittay Rikárd: Balaton. Budapest, 1943. 45–46. old.
- Török János: Titokzatos barlangok Tihanyban. Magyarság, 1937. január 10. (18. évf. 7. sz.) 8. old. és Balatoni Kurir, 1937. február 3.
- Vitális István: A balatonvidéki bazaltok. A Balaton Tudományos Tanulmányozásának Eredményei, 1909. Budapest, I. köt. 1. rész (Ásvány és kőzettani függelék). 126. old.
- Zákonyi Ferenc – Illés István – Horváth Ferenc: A balatoni üdülőkörzet természeti értékei. Veszprém, évszám nélkül. 36–37. old.